# Jeff Van Gundy

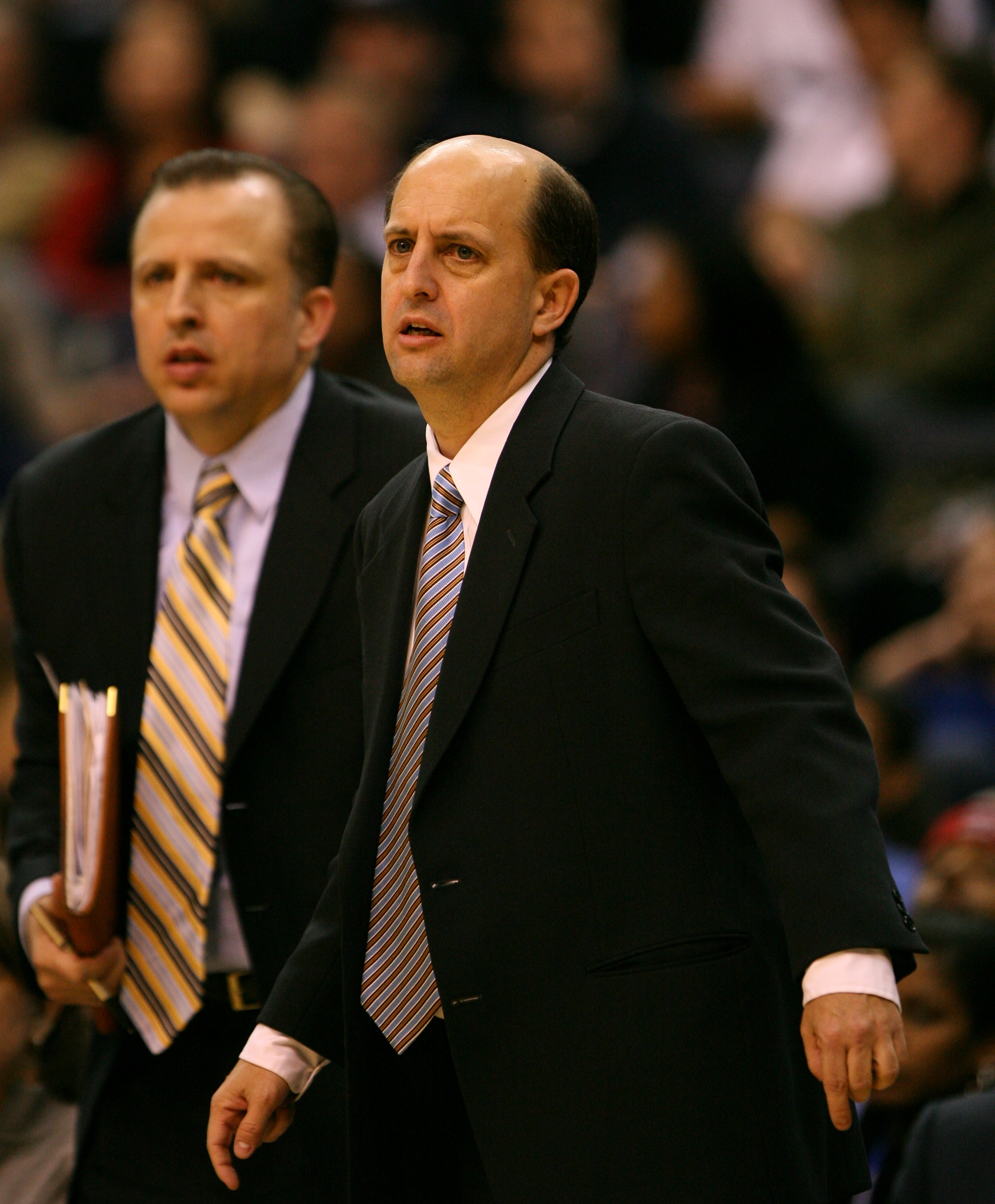
Van Gundy (rechts) mit Tom Thibodeau (2006)

Jeffrey William „Jeff“ Van Gundy (* 19. Januar 1962 in Hemet, Kalifornien) ist ein ehemaliger US-amerikanischer Basketballtrainer und heutiger Sportkommentator. Zurzeit ist er als Kommentator für ESPN tätig. 
In seiner Trainerkarriere in der National Basketball Association (NBA) stand Van Gundy von 1989 bis 2006 bei den New York Knicks und den Houston Rockets unter Vertrag. Mit den Knicks konnte er in der Saison 1999 die NBA-Finals erreichen. 
Sein Bruder Stan Van Gundy ist ebenfalls Basketballtrainer.

## Trainerkarriere
Im Jahr 1985 begann Van Gundy seine Karriere als Trainer an der McQuaid Jesuit High School in Rochester, New York. Nach Engagements an weiteren Schulen wurde er im Juli 1989 Assistenztrainer bei den New York Knicks unter den Head Coaches Stu Jackson, John MacLeod, Pat Riley und Don Nelson.
Im März 1996 wurde Van Gundy selbst Head Coach der Knicks. In sieben Spielzeiten mit der Franchise kam er auf eine Bilanz von 248–172 und liegt damit in der Vereinsgeschichte nur hinter Pat Riley. In den ersten sechs Spielzeiten erreichten die Knicks unter ihm die Playoffs. Größter Erfolg waren die NBA-Finals in der Saison 1998/99, wo die Mannschaft den San Antonio Spurs unterlag. Im Dezember 2001 trat er von seinem Posten als Head Coach zurück.
Ab Juni 2003 war Van Gundy für vier Saisons Trainer der Houston Rockets, wobei er insgesamt eine Bilanz von 130–116 und in der Saison 2003/04 sowie Saison 2004/05 die Playoffs erreichte.

## Sonstiges
Van Gundy war zweimal unfreiwilliger Teilnehmer in NBA-Schlägereien. Bei einem Playoffspiel seiner New York Knicks gegen die Miami Heat 1998 versuchte er einen Faustkampf zwischen Knicks-Forward Larry Johnson und Heat-Center Alonzo Mourning zu trennen, ging aber zu Boden, klammerte sich an Mournings Bein und wurde mehrere Sekunden durch die Halle geschleift, ehe ihn Knicks-Forward Charles Oakley herauszog. 2001 wollte Knicks-Forward Marcus Camby einen Schlag gegen Danny Ferry von den San Antonio Spurs landen, verfehlte ihn und traf stattdessen seinen Coach Van Gundy.